# Monsefu (distrito)
Monsefu é um distrito do Peru, departamento de Lambayeque, localizada na província de Chiclayo.

## Transporte
O distrito de Monsefu é servido pela seguinte rodovia:
- LA-114, que liga a cidade ao distrito de Reque
- LA-115, que liga a cidade ao distrito de Pimentel
- PE-1N, que liga o distrito de Aguas Verdes (Região de Tumbes - Ponte Huaquillas/Aguas Verdes (Fronteira Equador-Peru) - e a rodovia equatoriana E50 - à cidade de Lima (Província de Lima) [1][2][3]